# Mr.Mr
Mr.Mr — четвёртый мини-альбом южнокорейской гёрл-группы Girls Generation. Альбом состоит из шести треков в жанрах electropop и R&B-поп-музыка. Он был выпущен для цифровой загрузки SM Entertainment и KT Music 24 февраля 2014 года. Компакт-диск и цифровая версия были выпущены в Гонконге в тот же день, и были доступны для покупки 27 февраля в Южной Корее. Для продвижения альбома Girls Generation появились в нескольких южнокорейских музыкальных программах, включая Music Bank и Inkigayo. Заглавный трек был выпущен как сингл. Это последний альбом с участием Джессики, которая покинула группу в 2014 году.
Mr.Mr получил положительные отзывы от музыкальных критиков. Хизер Фарес из AllMusic похвалила альбом как демонстрацию сильных сторон группы, в то время как Джефф Бенджамин из Billboard положительно оценил его как более «впечатляющий» релиз по сравнению с предыдущим альбомом группы I Got A Boy (2013). Альбом достиг вершины в чарте Gaon Album и стал самым продаваемым альбомом 2014 года среди всех гёрл-групп в Южной Корее и пятым самым продаваемым альбомом в целом. Он также вошёл в японский чарт Oricon под номером 11 и американский Billboard 200 под номером 110.

## Релиз и промоушен
Mr.Mr был выпущен для цифровой загрузки по всему миру 24 февраля 2014 года SM Entertainment и KT Music, в то время как физическая версия была доступна в Южной Корее 27 февраля 2014 года теми же лейблами. Заглавный трек служил ведущим синглом альбома, и он был выпущен на южнокорейском мейнстрим-радио 25 февраля 2014 года.
Для продвижения альбома группа появилась в нескольких южнокорейских музыкальных программах, первой из которых был M Countdown, где они исполнили «Mr.Mr.» и «Wait a Minute» в прямом эфире 6 марта 2014 года. Группа также появилась на Music Bank, Music Core и Inkigayo 7, 8 и 9 марта 2014 года.

## Песни
Mr.Mr состоит из шести песен, в которых представлены «ослепительные» жанры electropop и R&B-pop. По словам участницы Сохён,  включает в себя «захватывающие звуки R&B с прохладными, простыми мелодиями». Первый трек с альбома, «Mr.Mr», была написана композиторами, которые работали с несколькими американскими исполнителями, как Бейонсе, Джастин Тимберлейк и Бритни Спирс. Он был описан как R&B-поп-песня с элементами электропопа. Он также включает бит хип-хопа и EDM. Вторая песня «Goodbye» это поп-рок трек, который инструментируется барабанами snare и hi-hats. «Europa» (кор. 유로파), между тем, рисует из ретро конца 1980-х годов Europop и диско-поп-жанров.
«Wait a Minute» был описан как оживленный «джаз-поп-трек с красивыми [гармонизациями]», и «Back Hug» (корейский: 백허그) имеет простое, быстрое звучание R&B. Альбом завершается синглом «Soul» – корейской версией первой оригинальной китайской записи группы "Find Your Soul", выпущенной в 2013 году. Оригинальная версия использовалась в качестве темы для рекламных роликов корейской MMORPG,  видео-игры Blade & Soul, на китайскоязычных рынках по всей Азии.

## Трек-лист
Credits adapted from Mr.Mr. liner notes
| №  | Название                        | Текст песни                                         | Музыка | Arrangement                                         | Длительность |
| -- | ------------------------------- | --------------------------------------------------- | --- | --------------------------------------------------- | ------------ |
| 1. | «Mr.Mr.»                        | Cho Yoon-kyung, Kim Hee-jeong (Jam Factory)         | The Underdogs (Harvey Mason Jr., Damon Thomas, Andrew Hey, Mike Daley, Britt Burton, Rodnae "Chikk" Bell) | The Underdogs                                       | 3:55         |
| 2. | «Goodbye»                       | Hwang Hyun                                          | Lindy Robbins, Brent Paschke, Jenna Andrews                                                               | Lindy Robbins, Brent Paschke, Jenna Andrews         | 3:14         |
| 3. | «Europa» (유로파; Yuropa)       | Kenzie                                              | Kenzie | Kenzie                                              | 3:22         |
| 4. | «Wait a Minute»                 | G-High, Lee Joo-hyung, Hwang Hyun, Shin Agnes, Mowl | G-High, Lee Joo-hyung                                                                                     | G-High, Lee Joo-hyung                               | 3:25         |
| 5. | «Back Hug» (백허그; Baekheogeu) | Cho Yoon-kyung                                      | Ingrid Skretting, Jesper Borgen                                                                           | Hwang-gundan (Hwang Sung-jae, Nickel, Jung Soo-min) | 4:09         |
| 6. | «Soul» (Korean version)         | Cho Yoon-kyung                                      | Anne Judith Wik, Nermin Harambašić, Ronny Vidar Svendsen, Lukas "Nate" Nathanson, Red Rocket              | Red Rocket                                          | 3:47         |

## Коммерческий успех
Mr.Mr имел коммерческий успех на внутреннем рынке. Он претендовал на первое место в южнокорейском альбомном чарте Gaon в выпуске чарта от 23 февраля по 1 марта 2014 года. Он оставался на пиковой позиции еще одну неделю, побеждая давку 2NE1. Mr.Mr пришел к финишу вторым на месячном графике Gaon альбом в феврале, продажа 87,824 физические копии. В следующем месяце он возглавил ежемесячный альбомный график Gaon с продажами 70,295 копий. Он был помещен под номером 47 в ежемесячном альбомном чарте Gaon в апреле с еще 1,125 проданными единицами.  В целом, Mr.Mr был пятым самым продаваемым физическим альбомом и самым продаваемым альбомом группы 2014 года в Южной Корее с общими показателями продаж 163,209 копий.

## Чарты
| Chart (2014)                       | Peak position |
| ---------------------------------- | ------------- |
| Япония (Oricon)                    | 11            |
| South Korean Albums (Gaon)         | 1             |
| США (Billboard 200)                | 110           |
| США (Billboard Independent Albums) | 23            |
| США (Billboard World Albums)       | 3             |

| Chart (2014)               | Position |
| -------------------------- | -------- |
| South Korean Albums (Gaon) | 5        |